# Purpuricenus diversithorax
Purpuricenus diversithorax là một loài bọ cánh cứng trong họ Cerambycidae.